# Навдозеро (озеро, Кондопожский район)
Навдозеро — пресноводное озеро на территории Гирвасского сельского поселения Кондопожского района Республики Карелии.

## Общие сведения
Площадь озера — 2,4 км², площадь водосборного бассейна — 8,2 км². Располагается на высоте 69,9 метров над уровнем моря.
Форма озера продолговатая: оно почти на четыре километра вытянуто с ССЗ на ЮЮВ. Берега каменисто-песчаные, местами заболоченные.
С южной стороны озера вытекает ручей Пертоя, который, протекая через озеро Пертлампи, впадает в Сундозеро, через которое протекает река Суна.
К западу от озера проходит трасса Р21 («Кола»).
Населённые пункты вблизи водоёма отсутствуют.
Код объекта в государственном водном реестре — 01040100211102000018194.